# Cloroxifite
La cloroxifite è un minerale.